# الدوري السلوفيني لكرة القدم 1922–23
الدوري السلوفيني لكرة القدم 1922–23 هو موسم من الدوري السلوفيني لكرة القدم ‏. فاز فيه ND Ilirija 1911 ‏.